# Bratuš
Bratuš je priobalno naselje u Makarskom primorju, koje administrativno pripada općini Baška Voda.
Mjesto je nastalo u 18. stoljeću, doseljavanjem nekoliko obitelji ribara iz Podgore. Centar Bratuša odlikuju stare kamene kuće, a između njih je mali trg nazvan Kačićevi dvori. U novije su se vrijeme u naselju izgradile mnoge vikendice i odmarališta. Iznad Bratuša se nalazi predhistorijsko nalazište Gradina s dominatnom centralnom stijenom i nekoliko manjih oko nje. 

## Stanovništvo
Prema popisu stanovništva iz 2001. godine, u Bratušu i Krvavici živi 287 stanovnika, dok se broj stalnih stanovnika samog Bratuša procjenjuje na 70.

## Promet
Naselje se u cijelosti nalazi ispod Jadranske magistrale, glavne hrvatske priobalne cestovne prometnice.

## Gospodarstvo
Glavna djelatnost Bratušana je turizam, čemu pridonosi velika osunčanost tog područja i prekrasne plaže.

## Spomenici i znamenitosti
- Kačića dvori

## Vanjske poveznice
- Bratuš na stranici TZ Baška Voda  Arhivirana inačica izvorne stranice od 27. ožujka 2011. (Wayback Machine)